# Karemlasch
Karemlasch oder Karemlish (syrisch ܟܪܡܠܫ, arabisch كرمليس Karemless, DMG Karamles, auch كرملش Karemlash) ist ein irakischer Ort im Gouvernement Ninawa, rund 29 Kilometer südöstlich von Mossul in der Ninive-Ebene.

## Bevölkerung
Karemlasch ist ein großenteils von Christen bewohnter Ort, mehrheitlich von Angehörigen der Chaldäisch-katholischen Kirche. Laut 2020 erschienener Studie von Kirche in Not identifizierte sich rund die Hälfte der befragten Christen als Araber, die übrigen Chaldäer oder Assyrer. Trotz des hohen Anteils an „Arabern“ gaben etwa 95 % der Christen in Karemlasch als erste Sprache Surith („Syrisch“, Ost-Aramäisch) an, der Rest Arabisch oder Armenisch.

## Geschichte
Karemlasch war spätestens im 6. Jahrhundert ein christlicher Ort. Im Jahre 562 half die Bevölkerung des Ortes, damals als Groß-Karemlasch bekannt, dem Mönch Bar’Éta beim Bau eines Klosters. Seit alter Zeit gehörte die Bevölkerung zur Assyrischen Kirche des Ostens, und unter dem assyrischen Patriarchen Denha II. (1336 bis 1382) war Karemlasch zumindest zeitweise Sitz des assyrischen Patriarchats. Bereits in dieser Zeit gab es in Karemlasch neben assyrischen Christen auch Angehörige der Syrisch-Orthodoxen Kirche sowie einige armenisch-apostolische Christen. Die assyrischen Dorfvorsteher hießen damals Emir. Die Blüte des Ortes hatte ein Ende, als das assyrische Patriarchat im 14. oder 15. Jahrhundert nach Mossul verlegt wurde.
Im Zuge der US-Invasion im Irak wurde Karemlasch Ende 2003 kurzzeitig von der 101st Airborne Division (377th Parachute Field Artillery Battalion) der Streitkräfte der Vereinigten Staaten besetzt. In den folgenden Wahlen zum irakischen Parlament 2005, 2007 und 2010 hatte die Assyrische Demokratische Bewegung in Karemlasch starke Unterstützung. Der Ort nahm zahlreiche Flüchtlinge auf, die wegen der Christenverfolgungen nach der US-Invasion in den Norden Iraks kamen. Der Mäzen Sarkis Aghajan Mamendo finanzierte den Ausbau von Wohnungen und weiteren Einrichtungen für die Flüchtlinge.
Im August 2014 wurde der Ort von der islamistischen Terrororganisation Daesch (Islamischer Staat, IS) erobert. Nahezu alle Einwohner flohen vor der Terrormiliz, die meisten in die christliche Stadt Ankawa im Norden der kurdischen Metropole Erbil. Den wenigen, denen dies nicht gelang, standen schwere Zeiten bevor. Daesch-Kämpfer richteten eine 80-jährige Frau durch Verbrennen hin, da sie nicht den „strengen Regeln des Islamischen Staates“ entsprach. Große Teile des Klosters Mar Behnam wurden in dieser Zeit vom Daesch zerstört.
Am 24. Oktober 2016 nahm die irakische Armee im Zuge der Schlacht um Mossul Karemlasch wieder ein, und noch am selben Tag wurden improvisierte Kreuze an den größten Kirchen angebracht. Das mit Unterstützung von Kirche in Not gegründete Ninive-Wiederaufbau-Komitee (Nineveh Reconstruction Committe NRC), dem je zwei Vertreter der Chaldäischen, der Syrisch-Katholischen und der Syrisch-Orthodoxen Kirche angehören, nahm Karemlasch 2017 in sein Wiederaufbauprogramm auf. 754 Häuser in Karemlasch hatten Bedarf für eine Rekonstruktion, davon 89 völlig zerstörte, 241 verbrannte und 424 teilweise beschädigte Häuser. Am 8. Mai 2017 wurde die Wasserversorgung wieder eröffnet. Noch immer besteht ein großer Bedarf für den Wiederaufbau. Nach einer 2020 erschienenen Studie von Kirche in Not waren bis August 2019 erst 27 % der vor der Daesch-Herrschaft rund 4100 chaldäischen Katholiken nach Karemlasch zurückgekehrt.

## Söhne und Töchter
- Thabet Habib Yousif Al Mekko (1976–2025), chaldäisch-katholischer Bischof von Alqosch